# Бойова машина

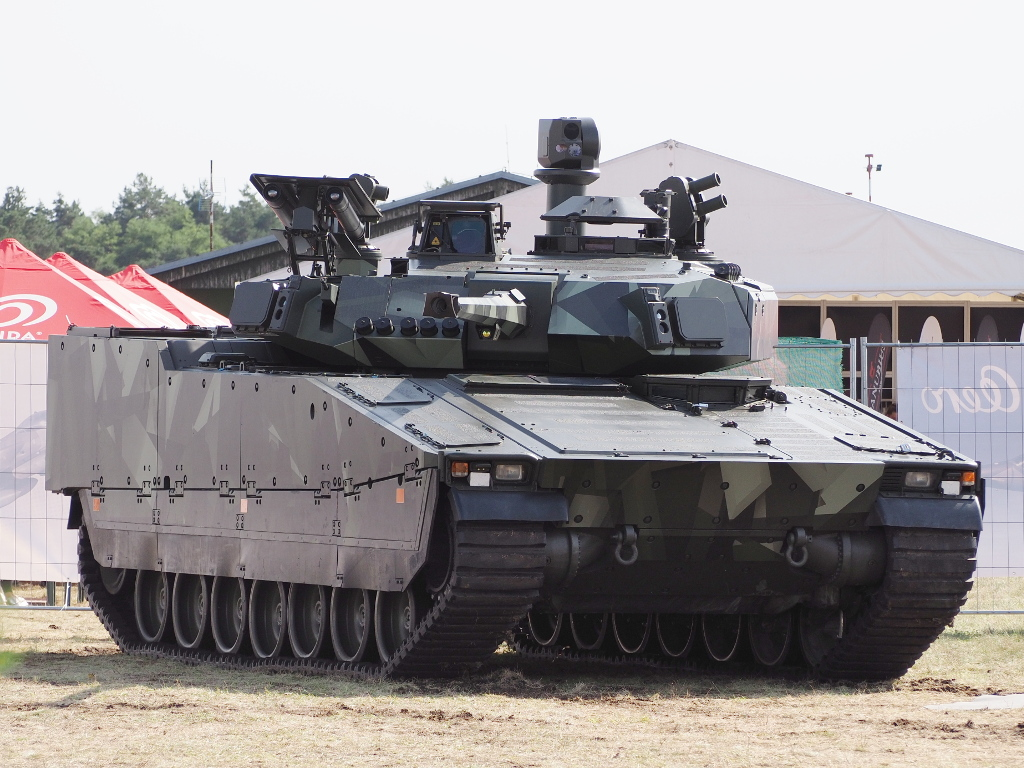
Strf 90, сучасна шведська бойова машина

Бойова машина (БМ) — наземна самохідна бойова техніка, оснащена озброєнням та призначена для завдання вогневого ураження та ведення бою. Часто частково або повністю оснащена бронею, тоді вживають термін бойова броньована машина (ББМ), або бронетехніка.
Не слід плутати з поняттям «військова машина», яке включає в себе як бойові машини, так і небойові, призначені для забезпечення та обслуговування війська: наприклад, медичні, логістичні та інженерні машини. Броньовані машини також не завжди є бойовими (наприклад, FMTV B-kit, інженерні машини, тягачі), а бойові машини не завжди броньовані (наприклад, БМ-21 «Град», технічки).
На флоті застосовується термін бойовий корабель, в авіації бойовий літак, бойовий вертоліт або бойовий БПЛА тощо.

## Види

### За призначенням
- Бойова машина підтримки танків (БМПТ)ОТРК Точка-У

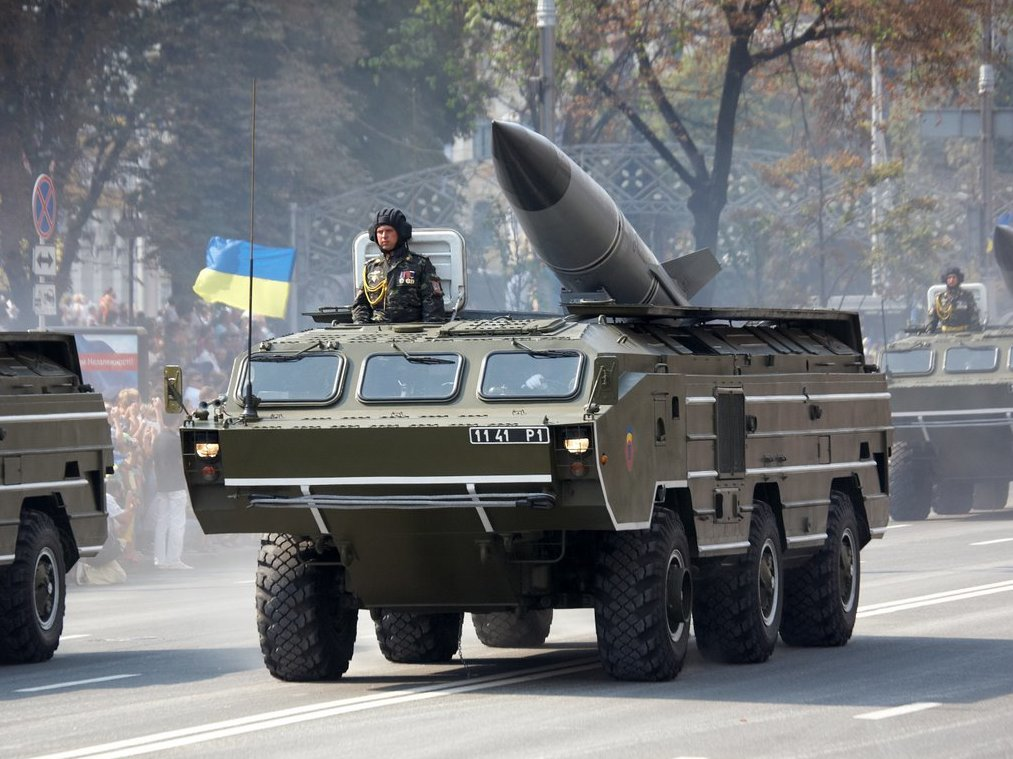
ОТРК Точка-У

- Бойова машина піхоти (БМП), бойова машина вогнеметників, бойова машина десанту (БМД)
- Бойова розвідувальна машина (БРМ)
- Бронепоїзд
- Бронетранспортер (БТР)
- ОТРК

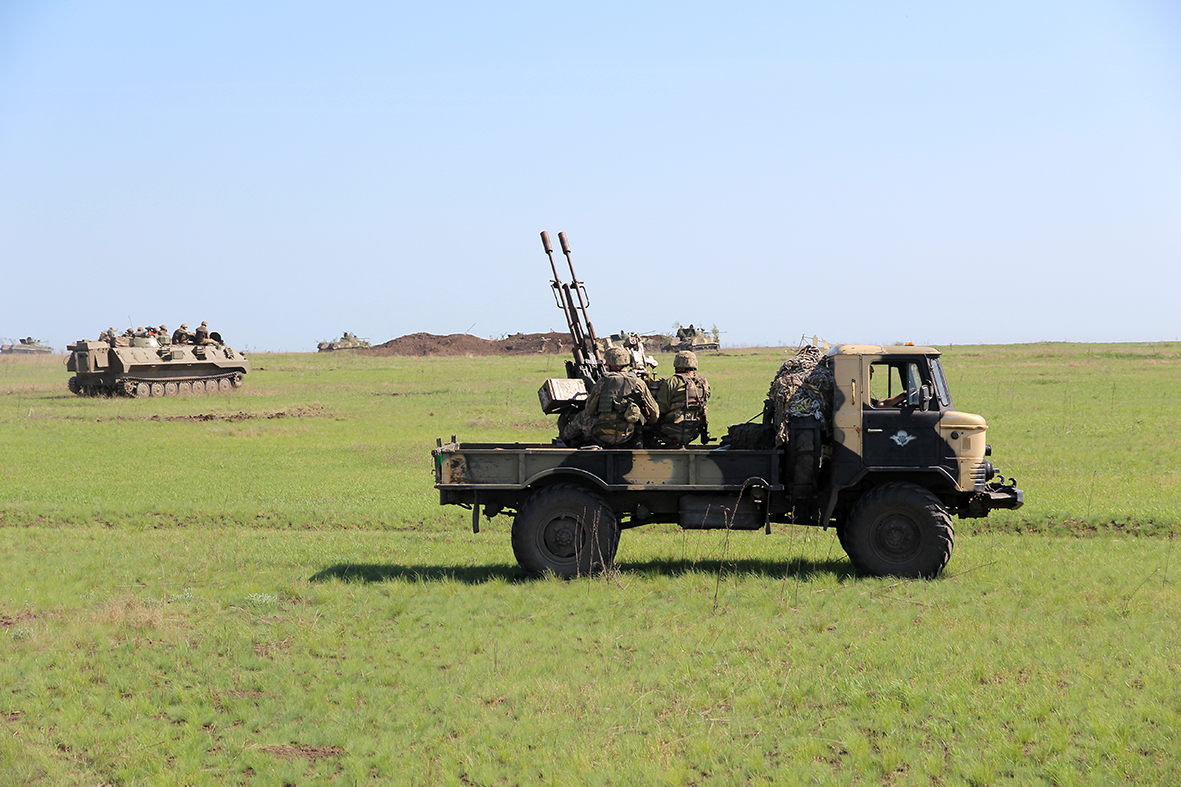
Імпровізована бойова машина ЗСУ з ЗУ-23-2

- Імпровізована бойова машина ЗСУ з ЗУ-23-2Самохідна артилерійська установка (САУ)
  - Винищувач танків
  - Самохідний міномет
  - Штурмова гармата
- Самохідні засоби ППО: ЗРК, ЗРГК, ЗСУ
- Самохідна реактивна система залпового вогню (БМРА)
- Танк (Класифікація танків)
- Танкетка